# Zwarte Zee (schip, 1963)
De Zwarte Zee uit 1963 was de vierde sleepboot van L. Smit & Co's Internationale Sleepdienst met die naam.

## Geschiedenis
De Zwarte Zee IV was het nieuwe vlaggenschip van Smit, nadat de Zwarte Zee uit 1933 was omgedoopt tot Zwarte Zee III, en later tot Ierse Zee, vanwege de naamsverwarring. Evenals zijn voorganger was het even de sterkste sleepboot ter wereld, met 9000 pk en 73 ton paaltrek, maar werd al gauw overtroffen door sterkere sleepboten.
De Zwarte Zee werd ontworpen door de ingenieur JCA Hoogenbosch en werd gebouwd bij J. & K. Smit's Scheepswerven NV te Kinderdijk. De tewaterlating was op 12 oktober 1962 en de doopplechtigheid geschiedde door prinses Beatrix. De officiële proefvaart en overdracht had plaats op 18 april 1963 en na zich in Hamburg, Oslo en Londen vertoond te hebben, vertrok de Zwarte Zee op 6 mei 1963 uit Rotterdam voor haar eerste sleepreis.
Op 15 december 1983 arriveerde de Zwarte Zee in Singapore en werd opgelegd. Op 1 mei 1984 werd de zeesleper op sleep genomen door de Smit London samen met de tanker Petrola 26. Op 14 mei 1984 arriveerden ze in Kaohsiung om te worden gesloopt.